# Alconchel
Alconchel ist ein Ort und eine Gemeinde (municipio) mit 1.626 Einwohnern (Stand: 2024) im äußersten Westen der spanischen Provinz Badajoz in der Autonomen Gemeinschaft Extremadura.

## Lage
Der Ort Alconchel liegt gut 45 km (Fahrtstrecke) südlich von Badajoz ungefähr auf halber Strecke zwischen den historisch und kulturell bedeutsamen Kleinstädten Olivenza und Jerez de los Caballeros in einer Höhe von ca. 285 m ü. d. M. Der Río Táliga fließt südlich am Ort vorbei. Das Klima im Winter ist gemäßigt, im Sommer dagegen warm bis heiß; die geringen Niederschlagsmengen (ca. 565 mm/Jahr) fallen – mit Ausnahme der nahezu regenlosen Sommermonate – verteilt übers ganze Jahr.

## Bevölkerungsentwicklung
| Jahr      | 1857  | 1900  | 1950  | 2000  | 2016  |
| Einwohner | 1.761 | 3.769 | 4.724 | 2.106 | 1.750 |

Der deutliche Bevölkerungsrückgang in der zweiten Hälfte des 20. Jahrhunderts ist im Wesentlichen auf die Mechanisierung der Landwirtschaft und den damit einhergehenden Verlust an Arbeitsplätzen zurückzuführen.

## Wirtschaft
Während das Umland über Jahrhunderte in hohem Maße landwirtschaftlich geprägt war, ließen sich im Ort selbst Händler, Handwerker und Dienstleister aller Art nieder. Seit den 1960er Jahren spielt auch der innerspanische Tourismus eine gewisse Rolle für die wirtschaftliche Situation des Ortes.

## Geschichte
Aus dem Vorhandensein größerer nur wenig behauener Steine auf dem Burgberg (Cerro de Miraflores) wird auf die Existenz einer prähistorischen Festungsanlage geschlossen, die auch in römischer und westgotischer Zeit benutzt und ausgebaut wurde. Die Gründung des Ortes wird jedoch erst der Zeit des in Córdoba residierenden Emirs Abd ar-Rahman II. (reg. 822–852) zugeschrieben. Während der Regierungszeit Alfons’ I. (reg. 1139–1185) wurde der Ort im Jahr 1166 von den Portugiesen unter dem Feldherrn Giraldo Sempavor Alférez erobert; kurz darauf fiel er jedoch in die Hände Ferdinands II. von León (reg. 1157–1188), der ihn jedoch im Jahr 1174 an die Almohaden verlor, die in der Folgezeit die Festung ausbauten. In der zweiten Hälfte des 13. Jahrhunderts fiel Alconchel in die Hände des kastilischen Königs Alfons X. (reg. 1252–1282), der den Ort und seine Burg jedoch kurz darauf in die Obhut des Templerordens gab. Im 14. und 15. Jahrhundert fielen beide wiederholt vorübergehend an Portugal. Seit der Mitte des 15. Jahrhunderts befanden sie sich im Besitz verschiedener Grundherren (señores), deren Herrschaft jedoch in der Zeit der französischen Besetzung der Iberischen Halbinsel (1807–1814) ein Ende fand.

## Sehenswürdigkeiten
- Das Castillo de Miraflores liegt auf einer gut 70 m hohen Bergkuppe nördlich des Ortes. In der Mitte des in Teilen restaurierten Mauergürtels erhebt sich der im Innern dreigeschossige Bergfried (torre del homenaje).[8]
- Zentrum des Ortes ist die große, nahezu rechteckige, Plaza Mayor, an der auch das Rathaus (ayuntamiento) steht.
- Die in der ersten Hälfte des 17. Jahrhunderts anstelle eines Vorgängerbaus erbaute Kirche Nuestra Señora de los Remedios verfügt nur über einen einfachen Glockengiebel. Zu beiden Seiten des Kirchenschiffs befinden sich Kapellen, die meist als Grabkapellen reicher Familien dienten. Im Rahmen einer umfassenden Restaurierungsmaßnahme in den 1970er Jahren wurde der spätbarocke Hauptaltar zerschlagen.
- Das ehemalige öffentliche Gefängnis (cárcel pública) wurde nach einer umfassenden Restaurierung in ein kleines Museum zur Stadtgeschichte umgewandelt.

Umgebung
- In der Umgebung des Ortes stehen mehrere Einsiedlerkapellen (ermitas). Die bedeutendste und interessanteste ist eine Felsenkapelle, die um das Jahr 1500 zu einem kleinen Konvent (Convento de Nuestra Señora de la Luz) erweitert und über einen etwa zur gleichen Zeit erbauten Aquädukt mit Trinkwasser versorgt wurde.

## Persönlichkeiten
- Pedro de Alconchel, Konquistador unter Francisco Pizarro bei der Eroberung des Inkareiches